# Wetsche

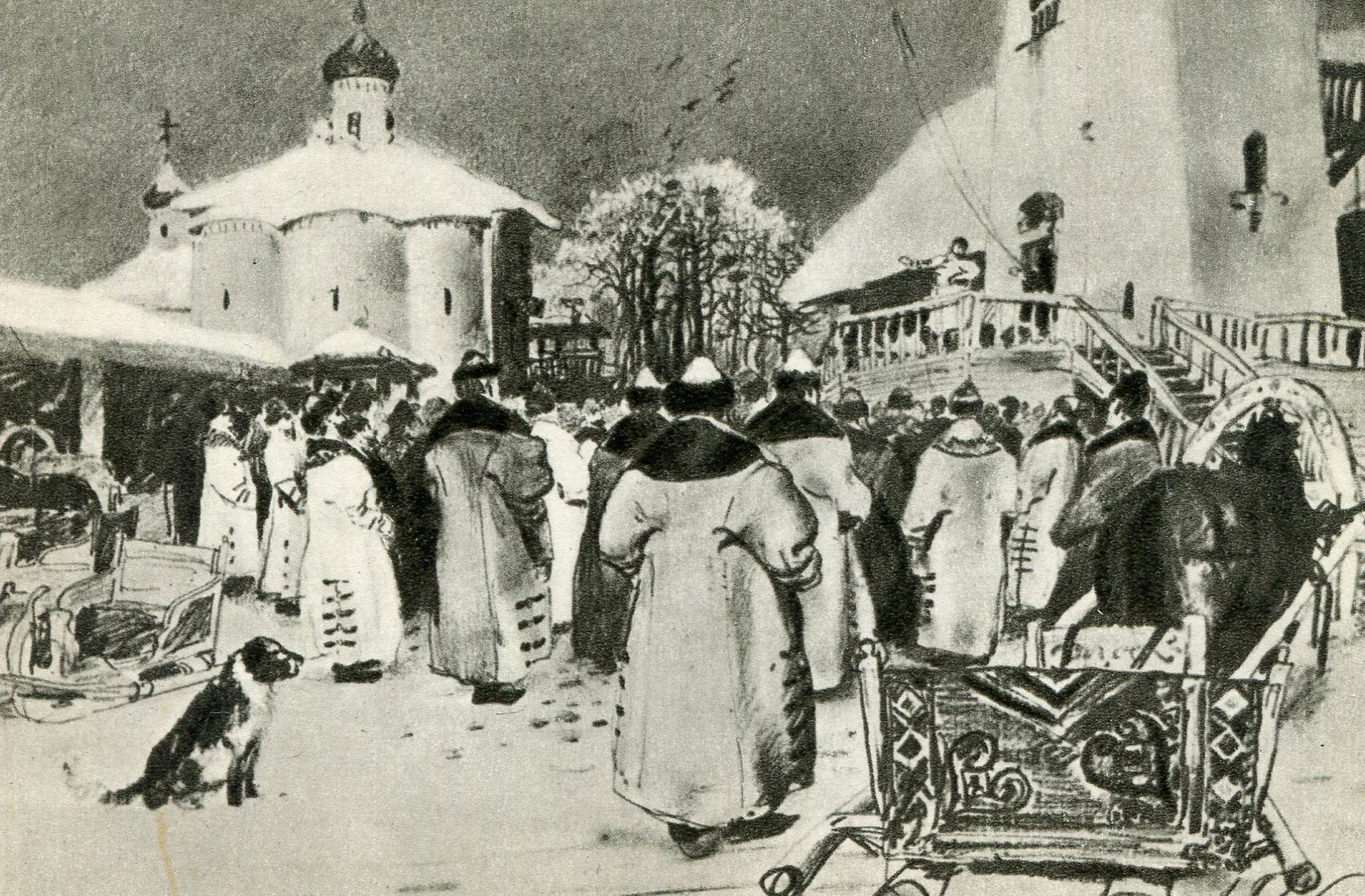
Wetsche in Nowgorod

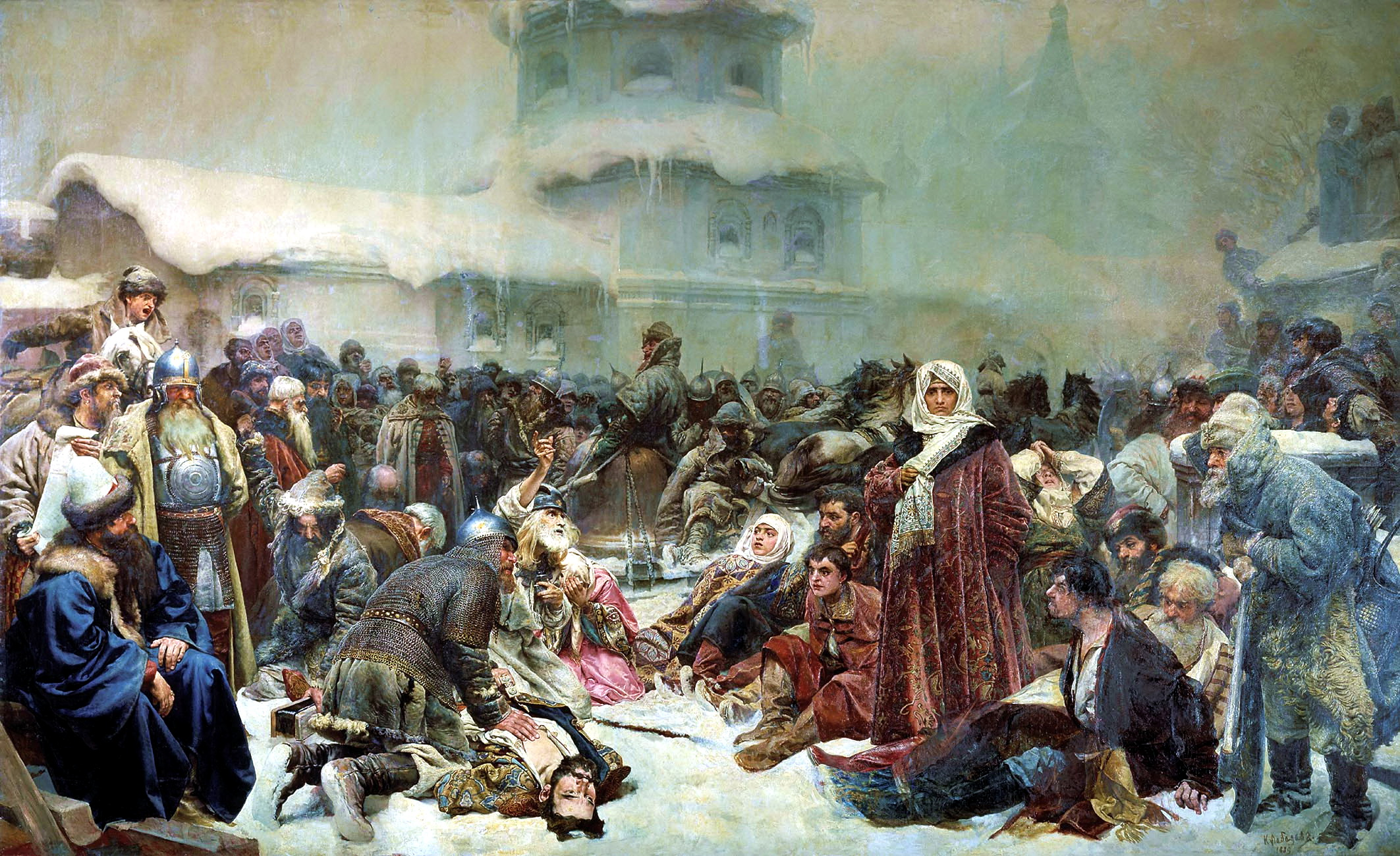
Moskauer Truppen treiben die Wetsche auseinander (Gemälde von Klawdi Lebedew, ca. 1910)

Das Wetsche (russisch вече Veče, polnisch wiec) war eine Versammlung der Bevölkerung in russischen und polnischen Städten und ein Organ der Mitbestimmung oder der Selbstverwaltung. Zum ersten Mal wird diese Institution in einer Chronik 997 für die Stadt Belgorod Kiewski erwähnt, sie hatte ihren Höhepunkt im 12. Jahrhundert als sie in vielen russischen Teilfürstentümern als Vertragspartner des jeweiligen Regenten auftrat.
In der Republik Nowgorod, in Pskow und Chlynow erlebte das Wetsche seine markanteste Ausprägung, diese wurden bis zum Ende des 15. Jahrhunderts von einem Wetsche regiert. Mit der Eingliederung der beiden Städte in das Großfürstentum Moskau 1478 beziehungsweise 1510 endete die Tradition des Wetsche in Russland.
Russische Historiker des 18. und 19. Jahrhunderts sehen das Wetsche als Nachfolger der slawischen Stammesversammlungen und als Gegenentwurf zur russischen Autokratie. Im Polnischen ist das Wort „wiec“ im Sinne einer öffentlichen Kundgebungsversammlung (z. B. während Demonstrationen) auch heute noch gebräuchlich.